# That's Why God Made the Radio
That's Why God Made the Radio er det niogtyvende studioalbum af det amerikanske rockband The Beach Boys, der blev udgivet den 5. juni 2012 på Capitol Records. Produceret af Brian Wilson blev albummet optaget for at falde sammen med bandets 50-års jubilæum. Det er deres første album med originalt materiale siden Summer in Paradise i 1992, deres første album med guitarist og backingvokalist David Marks siden Little Deuce Coupe i 1963, og deres første album siden co-grundlægger Carl Wilson død i 1998.